# Episodi di Maria Corleone (prima stagione)
La prima stagione della serie televisiva Maria Corleone, composta da 8 episodi, è stata trasmessa in prima visione su Canale 5 ogni mercoledì dal 13 settembre al 4 ottobre 2023 in quattro prime serate.
| nº | Titolo       | Titolo          | Prima TV          |
| nº | In streaming | In chiaro       | Prima TV          |
| -- | ------------ | --------------- | ----------------- |
| 1  | Episodio 1   | Prima puntata   | 13 settembre 2023 |
| 2  | Episodio 2   | Prima puntata   | 13 settembre 2023 |
| 3  | Episodio 3   | Seconda puntata | 20 settembre 2023 |
| 4  | Episodio 4   | Seconda puntata | 20 settembre 2023 |
| 5  | Episodio 5   | Terza puntata   | 27 settembre 2023 |
| 6  | Episodio 6   | Terza puntata   | 27 settembre 2023 |
| 7  | Episodio 7   | Quarta puntata  | 4 ottobre 2023    |
| 8  | Episodio 8   | Quarta puntata  | 4 ottobre 2023    |

## Prima puntata

### Episodio 1
- Diretto da: Mauro Mancini
- Soggetto di: Pietro Valsecchi
- Scritto da: Mizio Curcio e Paolo Marchesini

#### Trama
Maria Corleone è una stilista palermitana che vive a Milano con il suo compagno Luca Spada, un giovane procuratore da cui aspetta un figlio, la quale per farsi strada nel mondo della moda, dato il cognome che porta, si fa chiamare Maria Florio. Durante il ritorno a Palermo per l'anniversario di matrimonio dei suoi genitori, suo padre, Luciano Corleone, un potente imprenditore sospettato di essere legato alla mafia, subisce un attentato da parte di un finto cameriere infiltrato alla festa. Giovanni, fratello gemello di Maria, spara al cameriere (munito di giubbotto anti-proiettile), che però lo uccide con alcuni colpi di pistola e nel tentativo di sparare anche a Maria si accorge che la sua pistola è scarica, così quest'ultima ne approfitta per scappare. Tale evento la spinge a perseguire la strada della vendetta per la morte del fratello. Maria ripensa così ad un evento della sua infanzia: da bambini lei, Giovanni e il fratello minore Stefano sventarono un tentato stupro, con lei stessa che premette il grilletto sparando da dietro al violentatore, salvo poi andare a nascondere la pistola sotto la sabbia. Lei si reca in quella stessa spiaggia, scavando nella sabbia e recuperando la pistola, giurando vendetta.
Con il suo talento da stilista, Maria cerca di ricordare l'identikit dell'attentatore disegnandone il volto che risponde al nome di Franco Garritano, uomo al servizio dei Barresi, clan rivale dei Corleone. Luciano, ripresosi dall'attentato e ora claudicante, giura vendetta per la morte del figlio e durante il funerale di quest'ultimo alcuni suoi uomini sono mandati a sterminare i Barresi a colpi di pistola, ma di Garritano neanche l'ombra.
- Ascolti: telespettatori 2 753 000 – share 16,50%[4].

### Episodio 2
- Diretto da: Mauro Mancini
- Soggetto di: Pietro Valsecchi
- Scritto da: Mizio Curcio e Paolo Marchesini

#### Trama
Una sera, ricordando meglio l'accaduto, Maria inizia a disegnare il modello di scarpe che il killer stava indossando in quel momento. Assieme al suo amico d'infanzia Rocco Barresi va alla ricerca dell'uomo, risalendo al calzolaio che gli ha confezionato quel paio di scarpe e che confida loro il covo in cui si nasconde l'uomo.
Rocco intima a Maria di aspettarlo in auto e si reca da solo nel covo di Garritano, che però lo mette con le spalle al muro; sembra spacciato, ma Maria interviene e spara alle spalle a Garritano salvando la vita a Rocco e vendicando così la morte del fratello. Rocco e Maria nascondono il corpo nel bagagliaio della loro jeep, ma vengono fermati da una pattuglia di polizia che ordina di aprire il portellone posteriore.
- Ascolti: telespettatori 2 753 000 – share 16,50%[4].

## Seconda puntata

### Episodio 3
- Diretto da: Mauro Mancini
- Soggetto di: Pietro Valsecchi
- Scritto da: Graziano Diana

#### Trama
Maria e Rocco passano il controllo di pattuglia e nel bagagliaio gli agenti non trovano nulla: i due si sono già liberati del corpo di Garritano, che però viene trovato su una spiaggia da alcuni pescatori, con la notizia che fa il giro di Palermo. Luciano nel frattempo ha avuto un malore e si trova costretto a dover stare a letto; Maria è sempre più convinta di dover prendere il posto del padre, in particolar modo adesso che c'è bisogno di qualcuno che porti avanti i traffici della famiglia.
Maria partorisce dando alla luce un maschietto, ma, per non esporlo a futuri rischi dovuti alla strada che sta intraprendendo, decide di darlo a sua sorella Sandra, che ha sempre voluto un figlio ma senza riuscirci, per crescerlo al posto suo. Dal dialogo tra le due sorelle si scopre che Sandra era la ragazza che Maria da piccola salvò dalle grinfie dello stupratore, sparandogli alle spalle. La famiglia Corleone mantiene il segreto, ma Luca viene informato di aver perso il figlio nel grembo di Maria.
- Ascolti: telespettatori 2 322 000 – share 14,10%[5].

### Episodio 4
- Diretto da: Mauro Mancini
- Soggetto di: Pietro Valsecchi
- Scritto da: Graziano Diana

#### Trama
Con la scusa di volersi riprendere dalla perdita del figlio, Maria (insieme a Rocco) parte alla volta degli Stati Uniti per dare il via alle attività dei Corleone con gli americani, ricoprendo le veci del padre Luciano. Sebbene consapevole che muoversi in un mondo maschilista e patriarcale non è semplice, inizia a farsi strada negli affari. La sua idea consiste nel trasportare la cocaina imbevuta nel tessuto di abiti, che poi al contatto con l'acqua permetteranno il filtraggio e il recupero della droga presente sugli abiti stessi. Riuscendo a far leva sulle proprie competenze nel campo della moda, Maria ottiene la fiducia dei soci americani. Gli affari al di là dell'oceano rappresentano un nuovo inizio. Ormai la sua strada è quella della criminalità e a poco serve l'intervento del compagno Luca, che vuole che torni a Milano con lui.
Luciano si riprende dal malore ma non è contento che la figlia abbia preso le redini degli affari di famiglia, poiché per lui è femmina. Luca raggiunge Maria in America, ma trovandola in camera con Rocco decide di lasciarla e troncare la loro storia.
Un anno dopo, l'attività internazionale di moda e droga di Maria va a gonfie vele, mentre Sandra cresce suo figlio Giovannino. Luca intanto si è rifatto una vita mettendosi con Gloria, una collega della polizia. In tutto ciò Luciano non sa che Salemi, l'avvocato di famiglia, sta tramando da un anno alle loro spalle per conto di Don "Tano" Tommasino, amico fraterno di Luciano, che vuole diventare il nuovo capo dei capi. Maria e Rocco, mentre si trovano in auto con alla guida Salemi, vengono coinvolti in un agguato mafioso.
- Ascolti: telespettatori 2 322 000 – share 14,10%[5].

## Terza puntata

### Episodio 5
- Diretto da: Mauro Mancini
- Soggetto di: Pietro Valsecchi
- Scritto da: Mizio Curcio

#### Trama
Maria e Rocco si salvano dalla sparatoria grazie all'intervento degli uomini di Luciano e subito dopo si rendono conto che l'imboscata era stata organizzata dall'avvocato Salemi, così lo trascinano fuori dall'auto che stava guidando, per poi ucciderlo a furia di proiettili. Luciano invece si vendica uccidendo a bastonate Don Tommasino sulla tomba del figlio Giovanni.
A Milano Maria, con l'aiuto dell'avvocato Benassi, a suon di ricatti si prende la maggioranza della Maison Fiore, la casa di moda per cui lavorava, e investe nella ristorazione con Rocco come suo prestanome. A metterle i bastoni tra le ruote si mette la famiglia calabrese dei Nisticò che spingono Rocco ad allearsi dalla loro parte.
Rocco consegna a Luca Spada la pistola di Maria per incastrarla. Nel frattempo quest'ultima si porta sulla coscienza il suicidio della sua amica dell'università Monica Piaggi che aveva mal digerito il cambio di proprietà. Maria, convocata dal suo ex compagno Luca, viene accusata di concorso in stampo mafioso, traffico di stupefacenti e omicidio plurimo, ma grazie all'intervento del suo avvocato riesce ad uscire dalla procura.
- Ascolti: telespettatori 2 479 000 – share 14,90%[6].

### Episodio 6
- Diretto da: Mauro Mancini
- Soggetto di: Pietro Valsecchi
- Scritto da: Mizio Curcio

#### Trama
Maria si prepara all'inaugurazione del Polo della moda, una grande struttura che ospiterà sfilate tutto l'anno nella CityLife milanese, e si aggiudica il maxi appalto dopo aver minacciato l'assessore Castaldi che per questo viene soffocato con una busta all'interno della sua auto dal clan dei Nisticò, in corsa anch'essi per l'appalto.
L'avvocato di Maria, dopo aver assoldato un uomo, fa sparire dalla procura la pistola che poteva incastrare Maria. Allo sparire di tale prova, Luca viene sollevato dall'incarico, ma imperterrito scende a Palermo per voler dare la caccia ai Corleone riuscendo a convincere Stefano, il fratello di Maria, da sempre rinnegato in famiglia, a piazzare un registratore nella villa di famiglia.
Si avvicina la sera dell'inaugurazione del polo a Milano, con Maria che vorrebbe avere il sostegno della sua famiglia per quell'evento speciale, ma solo sua madre Rosa si presenta da lei: Luciano infatti rimane a Palermo, dove nel mentre un suo carico di droga viene fermato da una pattuglia di polizia con Luca al comando; tale notizia lo manda su tutte le furie, ignaro di avere un registratore in soggiorno nascosto nel grammofono. Quella stessa sera il figlio di Nisticò piazza un ordigno sotto l'auto di Maria: la madre Rosa entra in auto ma Maria risale in casa per prendere un foulard. Rocco, che stava facendo da guardia, si sente in colpa, così corre ad avvertire Maria del pericolo, ma, appena l'auto viene messa in moto dall'autista, la bomba esplode uccidendo sul colpo sia lui che la madre Rosa, con Maria che assiste alla scena dal balcone, cadendo nella più profonda disperazione.
- Ascolti: telespettatori 2 479 000 – share 14,90%[6].

## Quarta puntata

### Episodio 7
- Diretto da: Mauro Mancini
- Soggetto di: Pietro Valsecchi
- Scritto da: Mizio Curcio, Giacomo Martelli e Paolo Marchesini

#### Trama
Maria prende parte al funerale di sua madre con i familiari e riceve le condoglianze di Luca Spada, il quale si insospettisce vedendo la sorella di Maria, Sandra, con un bambino in braccio e così fa perquisire la clinica della famiglia dei Corleone per trovare delle tracce ma senza successo. Decide quindi di fare di testa sua e una sera entra di nascosto nel cimitero privato dei Corleone per cercare la presunta tomba del figlioletto. Negli stessi istanti Rocco e Maria fanno irruzione nel nascondiglio dei Nisticò facendo piazza pulita, ma Barresi perde la vita nel conflitto a fuoco con uno dei figli di Vincenzo.
Il vicequestore Carmine Cutrera e Luca risalgono a un magazzino riconducibile ai Corleone e riescono a sequestrare un grosso carico di droga; Luciano viene avvertito del blitz e immediatamente lascia la villa diventando latitante. Maria raggiunge il padre nel suo bunker: Luciano le dice che suo fratello Stefano li ha venduti e che farà saltare in aria Luca. Appena esce da lì, Maria mette subito in guardia il suo ex e saluta per l'ultima volta suo fratello Stefano che sta per partire avendo capito che è in pericolo. Santa Nisticò, la vedova di Vincenzo, vuole stanare Maria e minaccia il marito di Sandra il quale le "consegna" suo figlio Giovannino e Stefano. Maria, disperata, si fa trovare da Luca al quale racconta la verità sul bambino convincendolo a farsi aiutare.
- Ascolti: telespettatori 2 601 000 – share 15,40%[7].

### Episodio 8
- Diretto da: Mauro Mancini
- Soggetto di: Pietro Valsecchi
- Scritto da: Mizio Curcio, Giacomo Martelli e Paolo Marchesini

#### Trama
Luca e Maria ottengono l'aiuto di Ernesto Spadone per ritrovare Giovannino e Stefano: il vecchio boss consegna un telefono a Maria in modo che possa mettersi in contatto con Santa Nisticò, avvertendola del fatto che quest'ultima sia pronta ad utilizzare una grossa quantità di acido. Santa chiama Maria e le dà appuntamento al rifugio della Montagna Longa. Maria e Luca, aiutati da Luciano e dal suo luogotenente Massimo, si presentano al rifugio e fanno piazza pulita degli uomini di Santa Nisticò che viene freddata proprio dal procuratore milanese; Stefano oltretutto salva la vita al padre uccidendo uno degli uomini di Santa. Maria saluta il padre dicendogli di voler tornare a Milano, mentre lui le dice che si recherà alla riunione della commissione dove farà il suo nome.
I Corleone hanno capito che a tradirli era stato Antonio e così Luciano lo attira in una trappola nel suo bunker facendolo uccidere dai suoi uomini. L'accordo tra Luca e Maria prevedeva che lei gli avrebbe consegnato il padre ma alla riunione della commissione vengono arrestati tutti gli altri boss eccetto Luciano che non è presente in quanto si è recato a Milano a salutare la figlia. Luca ha fallito l'arresto del boss ma non perde il posto e riceve un regalo firmato Corleone. La sfilata di Maria è un successo ma, mentre si sta prendendo gli applausi del pubblico, si vede puntare contro una pistola da Tony Zerilli il quale è convinto che il padre Saro sia stato arrestato insieme agli altri boss grazie a una soffiata di Luciano.
- Ascolti: telespettatori 2 601 000 – share 15,40%[7].